# Ким Мин У (футболист)
Ким Мин У (кор. 김민우; родился 25 февраля 1990 года) — южнокорейский футболист, левый полузащитник клуба «Сувон Самсунг Блюуингз» и сборной Южной Кореи.

## Клубная карьера
В молодом возрасте выступал за команду сеульского университета Ёнсе. В 2009 году, будучи игроком университетской команды, принял участие в молодёжном чемпионате мира, где был замечен скаутами «Фейеноорда». Поездка на просмотр окончилась неудачно, и так как Ким уехал без разрешения руководства университета, то в наказание его отчислили из своей команды.
После отчисления Ким не мог продолжать футбольную карьеру в Корее, и его пригласил японский клуб второго дивизиона «Саган Тосу», который тренировал корейский специалист Юн Ёнхван; футболист подписал трёхлетний контракт. В 2011 году Ким вместе со своим клубом поднялся в первый дивизион Джей-лиги.

### Статистика выступлений за клуб
По состоянию на 31 января 2015
| Club performance | Club performance | Club performance | Чемпионат | Чемпионат | Кубок императора | Кубок императора | Кубок Лиги | Кубок Лиги | Всего | Всего |
| Сезон            | Клуб             | Лига             | Матчи     | Голы      | Матчи            | Голы             | Матчи      | Голы       | Матчи | Голы  |
| ---------------- | ---------------- | ---------------- | --------- | --------- | ---------------- | ---------------- | ---------- | ---------- | ----- | ----- |
| 2010             | Саган Тосу       | Джей-лига-2      | 24        | 4         | 2                | 0                | -          | -          | 26    | 4     |
| 2011             | Саган Тосу       | Джей-лига-2      | 28        | 7         | 1                | 0                | -          | -          | 29    | 7     |
| 2012             | Саган Тосу       | Джей-лига        | 31        | 2         | 1                | 0                | 4          | 0          | 36    | 2     |
| 2013             | Саган Тосу       | Джей-лига        | 33        | 5         | 5                | 0                | 3          | 0          | 41    | 5     |
| 2014             | Саган Тосу       | Джей-лига        | 34        | 6         | 1                | 0                | 3          | 0          | 38    | 6     |
| Всего за карьеру | Всего за карьеру | Всего за карьеру | 150       | 24        | 10               | 0                | 10         | 0          | 170   | 24    |

## Международная карьера
В 2009 году Ким принимал участие в чемпионате мира среди молодёжных команд, на турнире забил 3 гола и стал четвертьфиналистом. В 2010 году в составе олимпийской сборной стал бронзовым призёром Азиатских игр в Китае.
24 июля 2013 года Ким Мину дебютировал в национальной сборной Кореи в матче Кубка Восточной Азии против Китая. Первый гол за сборную забил 10 октября 2014 года в ворота Парагвая.
В 2015 году стал серебряным призёром Кубка Азии, на турнире принял участие в одном матче.